# Gonzalito
Alberto González ou Gonzalito (1922) foi um futebolista paraguaio que atuava como defensor.

## Carreira
Marcial Ávalos fez parte do elenco da Seleção Paraguaia de Futebol, na Copa do Mundo de 1950 no Brasil.